# ABSA Group
ABSA Group — одна з найбільших південноафриканських фінансових груп, яка пропонує комплекс роздрібних, корпоративних, інвестиційно-банківських послуг, а також страхові послуги і послуги з управління активами.
Група була заснована у 1991 р. в результаті злиття United Bank, Allied Building Societies і Volkskas Bank і у 1992 р. стала найбільшим банком ПАР. Історично ABSA Group була банком, який фокусувався на роздрібних послугах. ABSA Group оперувала під єдиним брендом Absa Bank з 1998 р.
У 2005 році 55,5 % ABSA Group придбав Barclays. Інші африканські дочки Barclays залишилися юридично відокремленими від ABSA Group.
ABSA Group має обмежену присутність за межами ПАР, найбільшою дочірньою компанією є бізнес у Танзанії.
Ринкова капіталізація ABSA Group становить 14 млрд дол., кількість випущених акцій становить 718 млн. Акції ABSA Group котируються на Йоханнесбурзькій біржі.
Станом на 31 грудня 2011 року активи ABSA Group становили (у південно африканських рандах) 786.7 млрд, акціонерний капітал — 68.4 млрд, кредитний портфель — 503.5 млрд, депозити клієнтів — 440.9 млрд. Рентабельність капіталу становила у 2010 р. 16,4 %, коефіцієнт достатності капіталу першого рівня — 14,1 %.
1. ↑  Global LEI index